# زبرجد
| زبرجد     | زبرجد         |
| --------- | ------------- |
|           |               |
| کلیات     |               |
| فرمول     | (Mg, Fe)2SiO4 |
| ویژگی     |               |
| رنگ       | سبز روشن      |
| سختی موس  | ۷–۶٫۵         |
| ساختار    | راست‌لوزی      |
| چگالی     | ۳٫۲–۴٫۳       |
| رخ        | ضعیف          |
| شکستگی    | صدفی          |
| فلورسانس  | ندارد         |
| دوشکستی   | +۰٫۰۳۶        |
| ضریب شکست | ۱٫۶۴–۱٫۷۰     |
| جلا       | شیشه‌ای        |

زِبَرجَد یا پریدات (به انگلیسی: Peridot) گونه‌ای سنگ قیمتی مرکب از منیزیم، آهن، سیلیسیماکسیژن به رنگ سبز مایل به زرد است.
به گران‌ترین و معروف‌ترین سنگ اُلیوین ؛ زبرجد می‌گویند 
زبرجد نوع شفاف و تراش‌خوردهٔ الیوین، از سیلیکات‌ها و به رنگ سبز زیتونی است و نوعی جواهر محسوب می‌شود که از عهد باستان اهالی خاورمیانه و خاور نزدیک آن را شناخته‌اند. زبرجد در شهاب سنگها نیز دیده شده‌است. در سال ۲۰۰۳ دانشمندان سنگ پریدوت را در سیاره مریخ کشف کردند. این سنگ جلای شیشه و روغنی دارد و در مقابل مواد اسیدی پایدار نیست و در برابر فشار و ضربه شدید ترک می‌خورد؛ بنابراین گاهی با فلز پوشانده می‌شود. انواع چشم‌گربه‌ای و ستاره‌ای پریدوت، کمیاب هستند. این سنگ را هم تراش جواهری می‌دهند و هم کبوچن و دامله.

## رنگ زبرجد
رنگ زیتونی زبرجد ناشی از آهن موجود در این کانی است. زبرجد در رنگهای زرد تا سبز زیتونی یا متمایل به قهوه ای وجود دارد ولی رنگ ایدئال این کانی سبز چمنی است و. زبرجد شکست دوگانه قوی دارد و یکی از راه‌های تمایز بین این کانی و کانی‌هایی مانند زیرکن و تورمالین سبز است. در مورد شکستگی دوگانه باید خاطر نشان شد که اگر تصویری از زیر کانی دیده شود دو تصویره می‌شود. رنگ این کانی با حرارت کمرنگ تر می‌شود.

## معادن زبرجد
زبرجد در سرتاسر جهان یافت می‌شود. یکی از قدیمی‌ترین و مهم‌ترین معادن زبرجد در جزیره آتشفشانی سنت جان دریای سرخ است. معادن دیگر مثل میانمار، استرالیا، برزیل، چین، کنیا، مکزیک، پاکستان، سریلانکا، آفریقای جنوبی و مصر می‌باشد. در پاکستان نمونه‌های نسبتاً بزرگ و زیبایی با خلوص بالا یافت می‌شود. امروزه آمریکا بر سر به دست آوردن رتبه بزرگترین تولیدکننده دنیا رقابت سختی با چین و پاکستان دارد.

### کاربرد زبرجد در گذشته
زبرجد به وسیله جنگجویان جنگ‌های صلیبی در قرون وسطی به اروپای مرکزی برده شد و اغلب برای اهداف مذهبی و کلیسا بکار برده می‌شد و یکی از پر طرفدارترین سنگ‌ها در دوران باروک بوده‌است. پریدوت گوهر ملی مصر است و از زمان باستان به عنوان جواهر با ارزش بوده‌است. از آنجا که در زیر روشنایی روز، این گوهر نامرئی و شیشه ای است، مصریان قدیم فکر می‌کردند که نور خورشید را جذب می‌کند و آن را به عنوان «گوهر خورشید» مورد احترام قرار می‌دادند.

### بزرگترین زبرجد یافت شده
سنگ‌های زبرجد در طبیعت غالباً کوچک هستند. یکی از بزرگترین زبرجدهای تراشیده جهان با وزن ۳۱۱٫۸ قیراط در حال حاضر در واشینگتن نگهداری می‌شود.
- منابع : کتاب سنگ‌های قیمتی و نیمه قیمتی جهان- والتر شومن
- راهنمای مصور و جامع سنگ‌های قیمتی - کال هالی

## نگارخانه

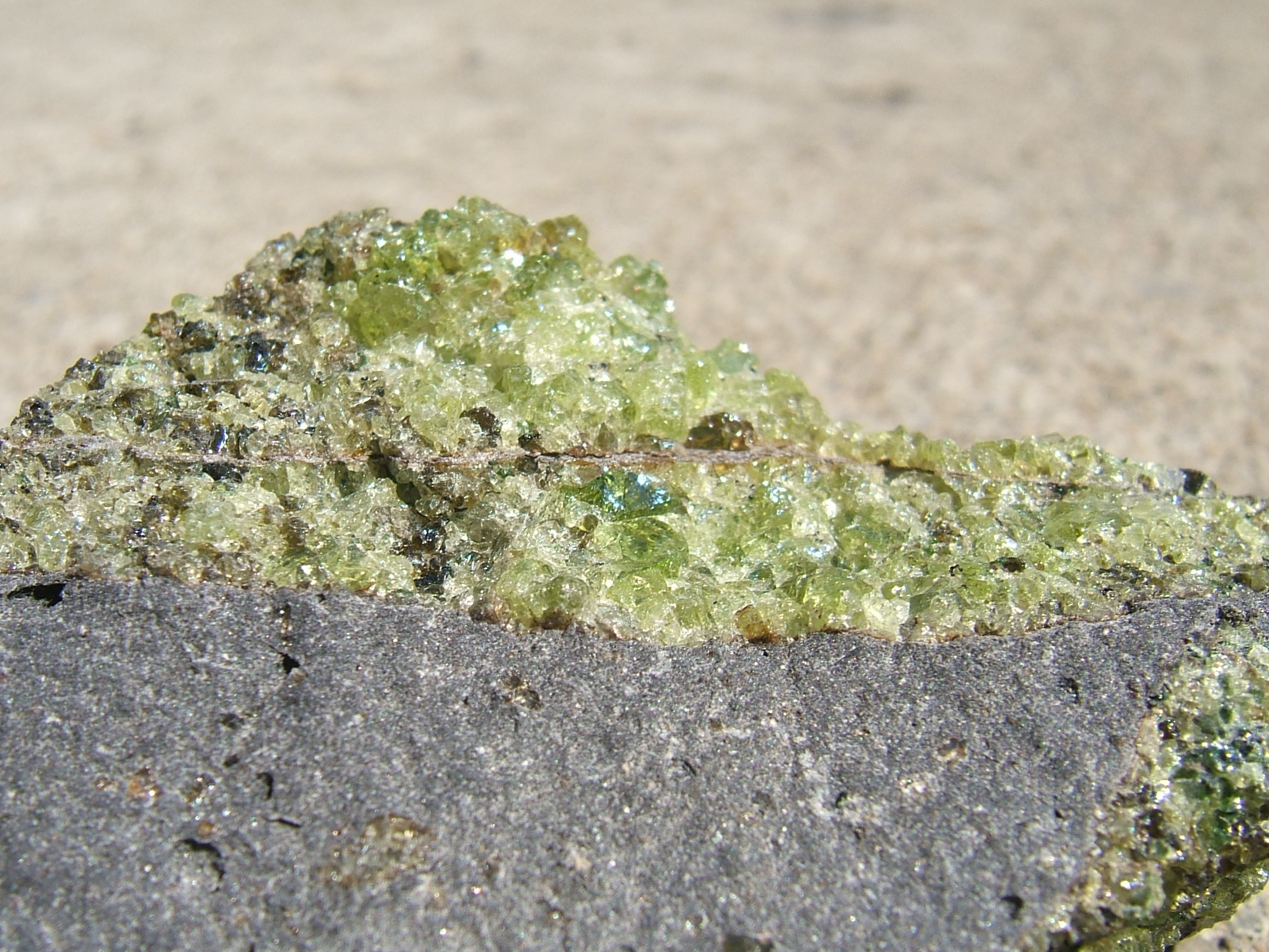
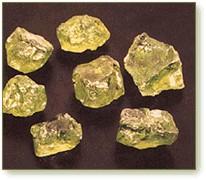
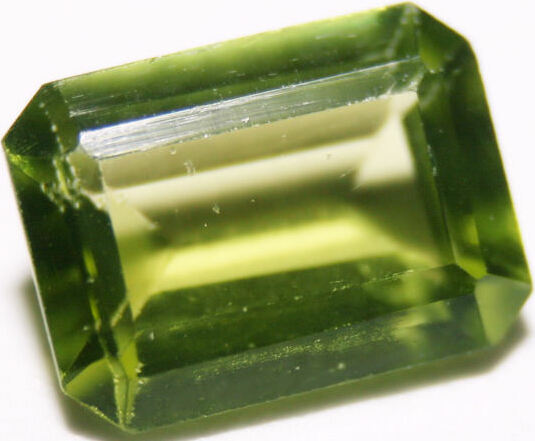
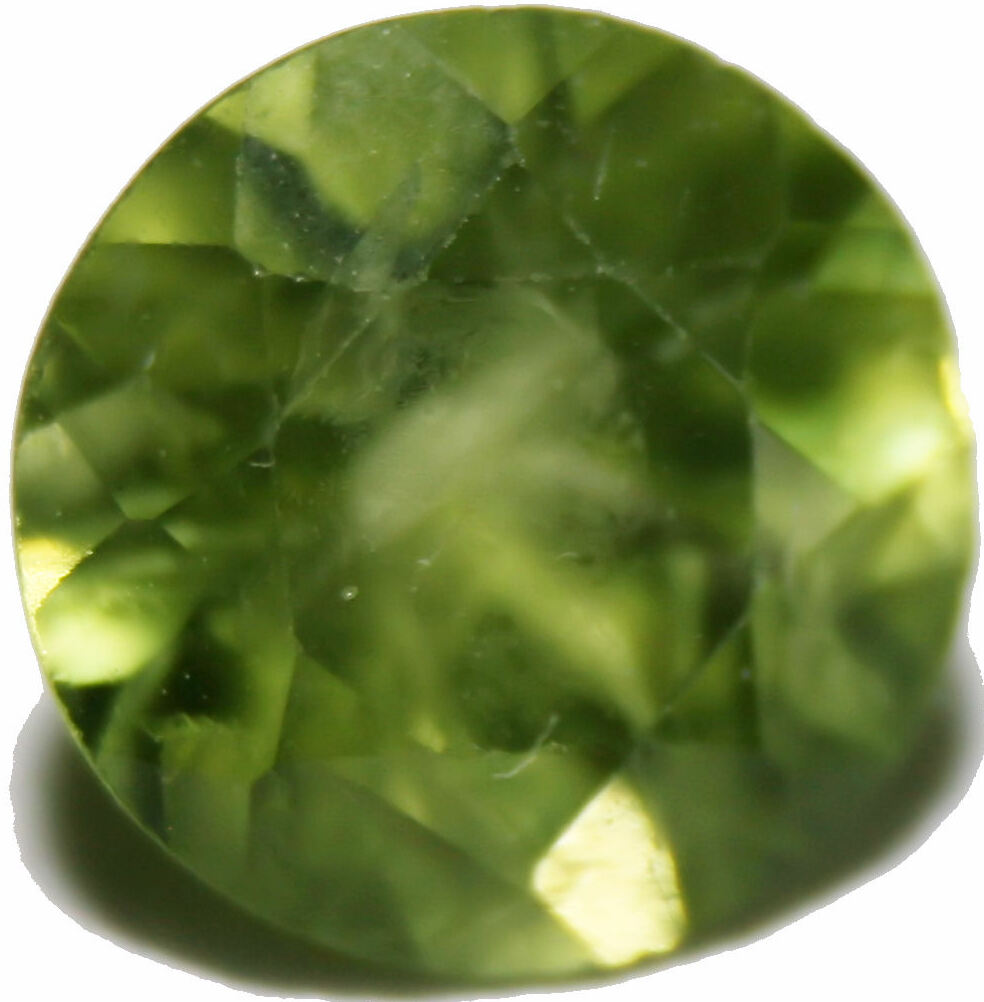